# 福島県道212号門田停車場線
福島県道212号門田停車場線（ふくしまけんどう212ごう もんでんていしゃじょうせん）は、福島県会津若松市にある一般県道である。

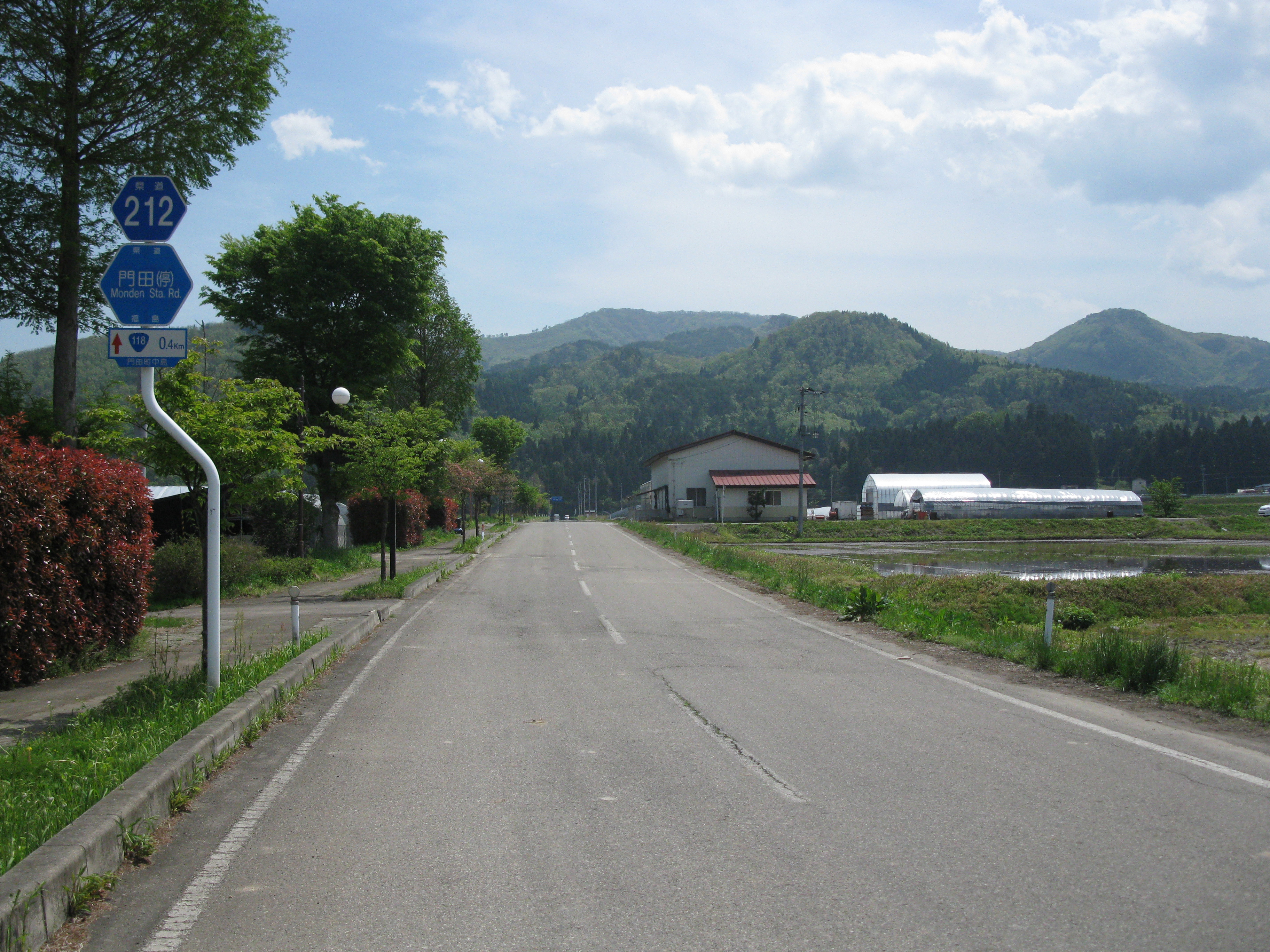
福島県道212号 全景
（2011年5月16日）

## 路線概要
- 起点：福島県会津若松市門田町大字面川字中島（会津鉄道会津線門田駅前）
- 終点：福島県会津若松市門田町大字面川字中江
- 総延長：721 m[1]
  - 実延長：総延長に同じ
- 路線認定年月日：1959年8月31日[2]

## 通過する自治体
- 福島県
  - 会津若松市

## 接続・交差する道路
- 国道118号（国道121号重用区間）（会津若松市門田町大字面川字中江 終点）

## 沿線
- 会津鉄道 門田駅